# 胡汝焕
胡汝焕（1543年—1603年），字文甫，更字孟弢，號少白，江西南昌府南昌縣胡家坊人。

## 家族
先世为宋阳山县男、壮侯胡藩之后，胡藩有子六十人，为南昌著族。彦英生景明，景明生尹文，尹文生秉然，秉然生孔范，孔范生儒，字國珍，别號南湖先生，萬曆七年己卯科舉人，教授生徒，为乡祭酒，配王太安人，生汝焕。從兄胡汝寧是万历二年进士。

## 生平
胡汝焕年少已經有才名，得知縣刘某所赏识，隆庆四年（1570年）庚午科江西乡试由刘荐之主持，他中舉後被非议，幾乎遭人彈劾，後來審訊後的清白。其後他幾次進京赴考第，选任沅江教谕。萬曆二十二年甲午科入聘山東鄉試考官，號稱得人，御史郭惟賢荐入国子監擔任博士。當时宁夏叛變，他抗疏中談及边事甚為熟悉，后迁官刑部福建司主事，有宦官母親杀人，汝焕按律處死，當權宦官打算釋放，命官署威逼他，汝焕說：「我是法吏，奉天子法，怎會屈服於你！」堅持不從，令對方憎恨。他在部並不嚴苛，多次平反狱事，很快奉旨到江南處刑，在僧舍去世，生平以清介自持，死時行李只有故衣数袭，同乡仕宦者為他籌集金錢才能南归下葬。
仲子胡实美，工古文詞，內容有胆气，守備邊境時屡次擒贼。